# Mieczysław Trypuć
Mieczysław Trypuć (ur. 1 stycznia 1940 roku w Zagórzu) – polski chemik, profesor technologii chemicznej i chemii nieorganicznej.

## Życiorys
W 1957 roku ukończył Technikum Chemiczne w Bydgoszczy. Następnie podjął studia chemiczne na Uniwersytecie Mikołaja Kopernika w Toruniu, które ukończył w roku 1963. Doktorat pt. Wyznaczanie izotermy rozpuszczalności układu NaNO3-HN4HCO3-H2O w temperaturze 30 °C obronił pięć lat później. Habilitował się w 1981 roku rozprawą zatytułowaną Badanie równowagi układów par soli zwrotnych w obecności mocznika ze szczególnym uwzględnieniem układu NaCl-NH3-CO2-H2O. Tytuł profesora uzyskał w 1999 roku.
Od 1971 roku jest członkiem Polskiego Towarzystwa Chemicznego oraz członkiem zespołu recenzentów Polish Journal of Chemical Technology. Odbywał staż w Moskiewskim Instytucie Chemiczno-Technologiczny im. D.I. Mendelejewa. W latach 2004–2006 był kierownikiem Katedry Technologii Chemicznej.

## Prace badawcze
- Badania nad opracowaniem bezodpadowej metody otrzymywania K2CO3 z KCI łącznie z możliwością wykorzystania V2O5 ze zużytego katalizatora wanadowego (2002)
- Częściowa utylizacja ługu pofiltracyjnego w procesie wytwarzania sody metodą Solvaya (2002)

## Wybrane publikacje
- Badania nad rozpuszczalnością soli wanadu w obecności NH3, Prace Naukowe Instytutu Technologii Nieorganicznej i Nawozów Mineralnych Politechniki Wrocławskiej, ISSN 0084-2893, nr 48, 1999, 231-235
- Experimental Determination of the Optimum Conditions of KVO3 Synthesis Based on KCl and V2O5 in the Presence of Steam, Industrial and Eng. Chem. Research 4 2001 3
- Sposób wytwarzania węglanu potasu, PL – 186 717 61 2004
- Odzyskiwanie V2O5 ze zużytego katalizatora wanadowego na drodze jego ługowania za pomocą roztworów mocznika, Kwas siarkowy – nowa rzeczywistość, IOR Poznań, 159-167, 2005, Polska
- Solubility investigations in the Na2SO4 + V2O5 + H2O system from 293 K to 323 K, Journal of Chemical & Engineering Data, 51, 322-325, 2006, USA
- Charakterystyka procesów i systemów produkcji kwasu siarkowego, Kompleksowe zagospodarowanie szkodliwych odpadów katalizatora wanadowego stosowanego do utleniania SO2. Tom I, IOR PIB Poznań, 7 – 32, ISBN 978-83-89867-18-6
- Kompleksowe zagospodarowanie szkodliwych odpadów katalizatora wanadowego stosowanego do utleniania SO2. Cz. II. Produkcja nowego katalizatora., Przemysł Chemiczny, 3, 259-263